# Отто Макс Кегель
Отто Макс Кегель (нім. Otto Max Koegel; 16 жовтня 1895 року, Фюссен, Баварія, Німецька імперія — 27 червня 1946 року, Швабах, Німеччина) — комендант концентраційного табору Равенсбрюк (січень 1940 року — серпень 1942 року), комендант концентраційного табору Майданек (серпень 1942 року — жовтень 1942 року), комендант концентраційного табору Флоссенбюрг (29 квітня 1943 року — 24 квітня 1945 року), оберштурмбанфюрер СС.

## Біографія
Народився у Фюссені, Баварія. У 12 років втратив батька. Закінчив 6 класів сільської школи. У 1913 добровольцем вступив в баварську піхоту. Учасник 1-ї світової війни. Після демобілізації повернувся до Баварії і деякий час служив митним офіцером в Гарміші на австро-німецькому кордоні. Потім працював агентом фірми лижного приладдя і на цій посаді здійснював постійні поїздки по Австрії і Швейцарії. Входив до складу різних правих організацій, в т.ч. Народного блоку, Союзу Оберланд, Добровольчого корпусу Оберланц. Один з перших активістів нацистського руху.

## Кар'єра
- Учасник «Пивного путчу» 1923.
- У 1929 вступив в СС.
- З липня 1932 — на постійній службі в Загальних СС.
- У 1933 його перевели в загони «Мертва голова» до Дахау. Був особисто знайомий з інспектором концтаборів Т. Айке. Потім служив у в'язниці гестапо «Колумбія» (Берлін), а через кілька місяців переведений в Заксенгаузен.
- З січня 1937 — заступник коменданта Дахау.
- З вересня 1938 служив в жіночому концентраційному таборі Ліхтенбург.
- З січня 1940 — комендант концтабору Равенсбрюк (біля концтабору Флоссенбург на північ від Берліна). Він керував будівництвом казарм, бараків, обладнанням території. Встановив в таборі нестерпний для ув'язнених режим.
- З 1942 — комендант табору знищення Майданека, де організував масове знищення євреїв та інших ув'язнених.
- В кінці 1943 переведений комендантом Флоссенбюрга. Створив в таборі системи «знищення працею» (всього за час його існування з 112 тис. ув'язнених загинуло 80 тис.). В кінці війни в таборі були страчені видні учасники руху Опору, в тому числі німецькі офіцери: адмірал В. Канаріс і генерал Г. Остер, словацькі генерали: Р. Вієст і Я. Голіан, радянські генерали: С. Є. Данилов, А. Д. Кулешов, К. Е. Куликов, П. Г. Макаров, П. Г. Новиков, Т. Я. Новиков, В. І. Прохоров, І. М. Шепетов. 23.04.1945 табір був звільнений американськими військами, а Кегель був заарештований. Перебуваючи у в'язниці, покінчив життя самогубством через повішання у своїй камері.

## Сім'я
У 1929 році втратив єдиного сина.